# Liste der Naturdenkmale in Appenweier
| Naturdenkmale | Anzahl |
| ------------- | ------ |
| FND           | 1      |
| END           | 3      |
| Gesamt        | 4      |

Die Liste der Naturdenkmale in Appenweier nennt die verordneten Naturdenkmale (ND) der im baden-württembergischen Ortenaukreis liegenden Gemeinde Appenweier. In Appenweier gibt es insgesamt vier als Naturdenkmal geschützte Objekte, davon ein flächenhaftes Naturdenkmal (FND) und drei Einzelgebilde-Naturdenkmale (END).
Stand: 31. Oktober 2016.

## Flächenhafte Naturdenkmale (FND)
| Name                             | Bild | Kennung     | Einzelheiten | Position | Fläche Hektar | Datum         |
| -------------------------------- | ---- | ----------- | ------------ | -------- | ------------- | ------------- |
| Kammeri Bettlad (Granitfindling) |      | 83170050002 | Appenweier   | ???      | 0,0           | 20. Feb. 1964 |
| Legende für Naturdenkmal         |      |             |              |          |               |               |

## Einzelgebilde (END)
| Name                     | Bild | Kennung     | Einzelheiten | Position | Fläche Hektar | Datum         |
| ------------------------ | ---- | ----------- | ------------ | -------- | ------------- | ------------- |
| Friedenslinde            |      | 83170050001 | Appenweier   | ???      | 0,0           | 19. Okt. 1966 |
| Schwarzer-Mann-Eiche     |      | 83170050004 | Appenweier   | ???      | 0,0           | 3. Okt. 1988  |
| 2 Linden                 |      | 83170050003 | Appenweier   | ???      | 0,0           | 27. Juni 1980 |
| Legende für Naturdenkmal |      |             |              |          |               |               |